# Diaphana mauretaniensis
Diaphana mauretaniensis is een slakkensoort uit de familie van de Diaphanidae. De wetenschappelijke naam van de soort is voor het eerst geldig gepubliceerd in 1998 door Schiøtte.